# Kräcklinge kyrka
Kräcklinge kyrka är en kyrkobyggnad i Kräcklinge i Lekebergs kommun. Den är församlingskyrka i Edsbergs församling i Strängnäs stift. Kyrkan var under medeltiden en vallfartskyrka, dit folk kom för att se det undergörande krucifix som fanns här.

## Kyrkobyggnaden
Kräcklinge kyrka är en tidigmedeltida stenkyrka, troligen byggd på 1100-talet eller tidigt på 1200-talet, och har byggts ut två gånger, omkring 1400 samt 1766. Omkring år 1400 torde sakristian ha tillkommit. En ombyggnad genomfördes 1766 då kyrkan fick sin nuvarande storlek. Det medeltida tornet revs. Kyrkan breddades åt söder och nuvarande tresidiga kor tillkom.
En fristående klockstapel är uppförd 1648. Stora kyrkklockan är från omkring 1480 och är bland annat försedd med flera pilgrimsmärken. Lillklockan har tillkommit 1657.

## Inventarier
- Dopfunten av kalksten är från 1666.
- Altartavlan av förgyllt snidat trä är uppsatt 1768.
- Predikstolen är skänkt till kyrkan 1770.

### Orgel
- 1864 bygger Erik Adolf Setterquist, Hallsberg, en orgel med 7 stämmor och en manual.
- Den nuvarande orgeln är byggd 1924 av E A Setterquist & Son, Örebro. Orgeln är mekanisk med pneumatiska väderlådor och har en fast kombination.

| Huvudverk I  | Svällverk II      | Pedal      | Koppel    |
| Borduna 16´  | Rörflöjt 8´       | Subbas 16´ | I/P       |
| Principal 8´ | Salicional 8´     |            | II/P      |
| Gedackt 8´   | Violin 8´         |            | II/I      |
| Gamba 8´     | Crescendosvällare |            | I 4'/I    |
| Oktava 4'    |                   |            | II 16'/II |
| Trumpet 8'   |                   |            |           |

### Webbkällor
- byggnadspresentation
- ”Kräcklinge kyrka” (PDF). Svenska kyrkan. http://www.svenskakyrkan.se/default.aspx?di=866772. Läst 18 april 2012.